# Hartge
Hartge är ett tyskt företag som specialtillverkar bland annat BMW-, Mini- och Range Rover-modeller.

### Andraspecialtillverkare
Andra specialtillverkare av liknande bilmodeller:
- Alpina
- AC Schnitzer
- BMW M
- Hamann Motorsport
- Koenig Specials